# 加古川市立陵北小学校
加古川市立陵北小学校（かこがわしりつ りょうほくしょうがっこう）は、兵庫県加古川市新神野に位置する公立の小学校である。

## 進路
- 主に加古川市立山手中学校へ進学する。

## 近隣
- 西条古墳群
- 西条廃寺跡

## アクセス
- JR西日本加古川線神野駅徒歩5分

## 通学区域が隣接している学校
- 加古川市立八幡小学校
- 加古川市立神野小学校
- 加古川市立義務教育学校両荘みらい学園